# Рефатов Мамут
Маму́т Ахме́дович Рефа́тов (крим. Mamut Refatov; 12 січня 1860, Бахчисарай — 1940, табір під Кермене, нині Навої, Узбекистан) — кримськотатарський педагог-просвітитель, музикант, виконавець народних пісень, збирач фольклору. Прихильник нового методу навчання (крим. usul-i cedid) Ісмаїла Гаспринського. Батько композитора Асана Рефатова, публіциста Мідата Рефатова та музиканта Решата Рефатова.

## Біографія
Народився 12 січня 1860 року в Бахчисараї, в кварталі Кайтазан-ага, у родині вчителів Ахмеда та Еміне. Здобув початкову освіту вдома, а згодом — духовну освіту в мектебі та медресе.

### Педагогічна діяльність
Мамут Рефатов був прихильником новометодного (звукового) методу навчання, розробленого Ісмаїлом Гаспринським. З 1890 року він почав викладати історію, географію, арифметику та природознавство кримськотатарською мовою в новометодній школі в Бахчисараї. Через брак навчальних матеріалів рідною мовою він самостійно склав буквар та підручник з читання, які були видані в друкарні Гаспринського. Підручники та наочні посібники замовляв власним коштом із Туреччини.
У 1910 році він став одним з перших, хто ініціював спільне навчання хлопчиків та дівчаток, а також включив до шкільної програми світські науки. Його школа стала відомою за межами Криму, її відвідували вчителі з Казані, Туркестану, Азербайджану. Серед гостей був і угорський вчений-тюрколог Дьюла Немет.
З 1913 року Мамут Рефатов викладав кримськотатарську мову в Бахчисарайській гімназії. За 36 років педагогічної діяльності він випустив 743 учні. У народі його шанобливо називали «Оджам» («Наш вчитель»), а в 1925 році йому було присвоєно звання «Народний вчитель».

### Музична та громадська діяльність
У вільний від викладання час Мамут Рефатов був відомий як музикант-віртуоз, який майстерно грав на сазі та сантурі. Він був великим знавцем народного фольклору та музики. Його будинок у Бахчисараї став центром тяжіння для творчої інтелігенції того часу. Серед його гостей були Ісмаїл Гаспринський, Осман Акчокракли, Бекір Чобан-заде, Усеїн Боданинський, Олександр Купрін, композитор Олександр Спендіаров та музикознавець Аркадій Кончевський.
Відомий кримськотатарський композитор Яя Шерфедінов включив до своєї збірки «Звучить хайтарма» пісні у виконанні Мамута Рефатова, записані у 1920–1930-ті роки. У 1916 році Рефатов подарував власноруч виготовлений саз етнографу Аркадію Кончевському. Цей інструмент згодом був переданий до Кримськотатарського музею культурно-історичної спадщини.

## Родина та репресії
Мамут Рефатов був одружений з Фатьмою Бекір, уродженкою села Корбек (нині Ізобільне). У них було троє синів — Мідат (1893–1920), Решат та Асан (1902–1938), а також донька Айше (1907–?), яка стала заслуженим лікарем.
Усі сини Мамута Рефатова стали видатними діячами кримськотатарської культури та були репресовані радянською владою. Старший син Мідат, публіцист і журналіст, був розстріляний білогвардійцями у 1920 році за свої соціалістичні погляди. Сини Решат та Асан були заарештовані у 1937 році в рамках сталінських репресій. Решата засудили до 8 років таборів, а видатного композитора Асана розстріляли 1 листопада 1938 року.
У 1938 році був заарештований і сам Мамут Рефатов. На єдиному допиті він не визнав своєї участі в «курултаївському русі» та членстві в партії «Міллі Фірка». 12 лютого 1938 року його засудили до розстрілу. За деякими даними, він помер у 1940 році в таборі під містом Кермене (нині Навої) в Узбекистані.
Мамут Рефатов був реабілітований прокуратурою Кримської області 5 квітня 1990 року.